# DiVA
DiVA（ディーバ）は、日本の女性アイドルグループ、AKB48のoffice48所属メンバーから選抜された音楽ユニット。

## 概要
2011年1月10日、メンバーにユニット結成が通知され、同年2月27日のAKB48チーム研究生公演に特別出演したユニットメンバーらによって、ユニット結成が公表された。
オリジナルメンバーは、ユニット結成時は4人ともoffice48所属で、AKB48の同期（2期）である。宮澤は2012年11月1日にSNH48に移籍しAKB48を離れた後もDiVAにはそのまま在籍している。増田は同年12月17日をもってAKB48を脱退し、2013年1月7日にDiVAからの活動辞退を発表した。秋元は2013年8月28日にAKB48を卒業したがDiVAには引き続き在籍している。2014年に梅田もNMB48へ移籍し、AKB48に残るDiVAのメンバーはいなくなった。
office48所属のAKB48派生ユニットは、「Chocolove from AKB48」に続き2組目となる。
コンセプトは、「AKB48初ダンス&ヴォーカルユニット」。ファンのことは「DiVAクルー」と称している。
2014年8月13日放送の『AKB48のオールナイトニッポン』において、4thシングルと1stアルバムの発売を発表するとともに2014年内をもって解散することが発表された。これに伴い、ユニット名の表記がDiVAからDIVAに変更される。ラストライブおよび4thシングルと1stアルバムには、活動辞退していた増田が復帰することも発表された。
2014年11月30日をもって解散。

## 略歴
2011年
- 4月16日、『神戸コレクション上海2011』にアーティスト枠で出演し、初公開パフォーマンスを披露。
- 4月20日、デビューシングル発売会見において、一般公募で新たに6人程度のメンバーを追加することが発表[6]。
- 5月18日、デビューシングル「月の裏側」を発売[注釈 2]。
- 6月29日に都内で行われた「新浪微博（シナ・ウェイボー）つぶやきチャイナ賞授賞式」に出席。中国への積極的な情報発信の功績から、DiVAとして個人賞を受賞した[7]。
- 8月10日、2ndシングル「Cry」を発売。
- 12月20日、『AKB48紅白対抗歌合戦』で追加メンバー6人をお披露目、新曲「Lost the way」を初披露。

2012年
- 1月25日、「NANTA」日本公演応援団となり、公式応援ソングを歌うことが決定[8]。
- 3月21日、3rdシングル「Lost the way」を発売。それに伴い、DiVAの追加メンバーのオフィシャルブログがオープン[注釈 3]。

2013年
- 1月7日、2012年12月にAKB48からの活動を辞退した増田有華が、同日付でDiVAとしての活動についても辞退することを発表[2]。
- 7月、メンバー9人および、ユニットとしてのDiVAが、office48からフレイヴ エンターテインメント[注釈 4]へ移籍。

2014年
- 8月13日、『AKB48のオールナイトニッポン』において、4thシングルと1stアルバムの発売を発表するとともに年内をもって解散することを発表。同時に増田有華も復帰。
- 10月8日、4thシングル「DISCOVERY」を発売。
- 11月5日、1stアルバム「DIVA」を発売。
- 11月30日、幕張メッセにおいて開催されたプレミアムラストライブおよび個別握手会をもって解散した[9]。

## メンバー
（生年月日順）

### オリジナルメンバー
| 名前                         | 所属グループ                | 生年月日              | 血液型 | 出身地         | 愛称       | 備考                                                     |
| ---------------------------- | --------------------------- | --------------------- | ------ | -------------- | ---------- | -------------------------------------------------------- |
| 秋元才加 （あきもと さやか） | 元AKB48                     | 1988年7月26日（36歳） | B型    | 千葉県船橋市   | さやか     | 2013年8月28日をもってAKB48卒業                           |
| 梅田彩佳 （うめだ あやか）   | 元NMB48（元AKB48）          | 1989年1月3日（36歳）  | A型    | 福岡県北九州市 | うめちゃん | 2014年4月24日にNMB48移籍                                 |
| 宮澤佐江 （みやざわ さえ）   | 元SKE48（元AKB48、元SNH48） | 1990年8月13日（34歳） | O型    | 東京都         | さえ       | 2012年11月1日にSNH48移籍 2014年4月24日にSKE48チームS兼任 |
| 増田有華 （ますだ ゆか）     | 元AKB48                     | 1991年8月3日（33歳）  | B型    | 大阪府         | ゆったん   | 2013年1月7日に活動辞退 2014年8月に復帰                   |

### 追加メンバー
| 名前                         | 生年月日               | 血液型 | 出身地   | 愛称                  | 備考                              |
| ---------------------------- | ---------------------- | ------ | -------- | --------------------- | --------------------------------- |
| 粕谷聡子 （かすや さとこ）   | 1985年10月28日（39歳） | O型    | 埼玉県   | さとぷ おさと         | 妹はグラビアアイドルのまいてぃ。  |
| 二見夕貴 （ふたみ ゆうき）   | 1989年4月20日（35歳）  | A型    | 神奈川県 | ゆーちゃん ゆうきっき |                                   |
| 古川温子 （ふるかわ あつこ） | 1989年7月20日（35歳）  | B型    | 神奈川県 | あっちゃん            |                                   |
| 福野来夢 （ふくの らむ）     | 1990年2月17日（35歳）  | A型    | 大阪府   | らむむん              | 2016年に「Ram」の名義でデビュー。 |
| 山上綾加 （やまがみ あやか） | 1992年2月27日（33歳）  | A型    | 北海道   | あーや あや           |                                   |
| 井上結菜 （いのうえ ゆいな） | 1993年12月14日（31歳） | O型    | 石川県   | ゆいなちん            |                                   |

## 作品

### シングル
|   | リリース日    | タイトル     | 最高位 | 販売形態  | 規格品番                                                                                 | 形態                                                               |
| - | ------------- | ------------ | ------ | --------- | ---------------------------------------------------------------------------------------- | ------------------------------------------------------------------ |
| 1 | 2011年5月18日 | 月の裏側     | 3位    | CD+DVD CD | AVCD-48065/B AVCD-48066/B AVCD-48067/B AVCD-48068/B AVCD-48069/B AVCD-48070/B AVC1-48071 | 初回限定盤A 初回限定盤B 初回限定盤C 通常盤D 通常盤E 通常盤F 劇場盤 |
| 2 | 2011年8月10日 | Cry          | 2位    | CD+DVD CD | AVCD-48148/B AVCD-48149/B AVCD-48150/B AVC1-48151                                        | 通常盤A 通常盤B 通常盤C 劇場盤                                     |
| 3 | 2012年3月21日 | Lost the way | 3位    | CD+DVD CD | AVCD-48357/B AVCD-48358/B AVCD-48359/B AVC1-48360                                        | 通常盤A 通常盤B 通常盤C 劇場盤                                     |
| 4 | 2014年10月8日 | DISCOVERY    | 4位    | CD+DVD CD | AVCD-83116/B AVCD-83117/B AVCD-83118/B AVCD-83119                                        | 通常盤A 通常盤B 通常盤C 通常盤D（mu-mo盤）                         |

### アルバム
|   | リリース日    | タイトル | 最高位 | 販売形態 | 規格品番                               | 形態                 |
| - | ------------- | -------- | ------ | -------- | -------------------------------------- | -------------------- |
| 1 | 2014年11月5日 | DIVA     | 8位    | CD+DVD   | AVCD-93028/B AVCD-93029/B AVCD-93030/B | TYPE-A TYPE-B TYPE-C |

### 参加作品
|   | リリース日     | 参加曲名                          | 販売形態 | 規格品番     | 形態・備考                                                                   |
| - | -------------- | --------------------------------- | -------- | ------------ | ---------------------------------------------------------------------------- |
| 1 | 2011年12月14日 | 月の裏側 ユーロビート・リミックス | CD 2枚組 | AVCD-10220/B | コンピレーション・アルバム『SUPER EUROBEAT VOL.220』                         |
| 2 | 2016年3月2日   | Lost the Way                      | CD 5枚組 | -            | V.A.『ウルトラマンシリーズ放送開始50年 ウルトラマン主題歌大全集 1966－2016』 |

## タイアップ
| 楽曲                               | タイアップ | 収録作品                    |
| ---------------------------------- | --- | --------------------------- |
| 月の裏側                           | CM:学校法人龍馬学園（高知県3局限定） CM:名古屋製菓専門学校、名古屋ファッション専門学校 CM:専門学校山形V.カレッジ CM:広島製菓専門学校 | 1stシングル「月の裏側」     |
| インフォメーション                 | モブキャストカップ 国際女子サッカークラブ選手権2012のテーマソング                                                                    | 1stシングル「月の裏側」     |
| Cry                                | ラジオ「ViVADiVA」オープニング | 2ndシングル「Cry」          |
| 地下水道                           | ラジオ「ViVADiVA」エンディング | 2ndシングル「Cry」          |
| MARIA -DiVA ver.- （イントロ部分） | ラジオ「ViVADiVA」ジングル | 2ndシングル「Cry」          |
| Lost the way                       | 松竹配給映画『ウルトラマンサーガ』主題歌                                                                                             | 3rdシングル「Lost the way」 |
| 悲しみのMirage                     | 舞台「NANTA」日本公演公式応援ソング                                                                                                  | 3rdシングル「Lost the way」 |

## 出演

### テレビ
- DRESS（2011年4月29日・5月6日、毎日放送）
- 『DiVAも応援! モブキャストカップ開幕直前SP! 〜世界初! なでしこたちが世界一へ挑戦!〜』 （2012年11月17日、BSフジ）

### ラジオ
- DiVAのニッパチ（2011年5月8日、文化放送 サンデープレミアム）
- ON8（2011年5月16日・2012年3月19日、bayfm）
- ViVADiVA!（2011年10月6日 - 2013年3月28日 週替わりでメンバー交替出演、文化放送）

### イベント
- 神戸コレクション2011上海（2011年4月16日、上海浦東展覧館）
- a-nation 10th Anniversary for Life Charge ▶ Go! ウイダーinゼリー（2011年8月6日、福岡市・海の中道海浜公園野外劇場）
- 家電フェア2012&大処分蚤の市 in福岡 Yahoo! JAPANドーム（2012年3月17日、福岡 Yahoo! JAPANドーム）
- a-nation island powered by ウイダーinゼリー（2013年8月3日、国立代々木競技場第一体育館）
- DiVAレギュラー公演（2013年10月7日 - 、AKIBAカルチャーズ劇場）
- プレミアムラストライブ（2014年10月30日、幕張メッセ）